# Edmund Bolton
Edmund Bolton (1575 k. – 1633 k.) angol történész, költő, heraldikai író. A neve előfordul Boulton és Edmundus Maria Boltonus alakban is.

## Élete
Jómódú katolikus Leicestershire-i családból származott. Több évig tanult Cambridge-ben, a Trinity Hall-en, majd Londonban jogot hallgatott. Bekerült az Inner Temple jogászközösségbe. William Camden barátja volt, akinek segítette történeti kutatásait és levelezésben állt Sir Robert Cotton régiségbúvárral és gyűjtővel. Költőként Philip Sidney, Edmund Spenser, Walter Raleigh és mások társaként részt vett az England's Helicon kiadásában. Több befolyásos barátra is szert tett, mint Buckingham hercege, majd márkija, de katolikus hite miatt nem sikerült az írásból megélnie. A II. Henrik király életéről szóló művét, melyet Speed Chronicle című művéhez készített, azzal utasították el, hogy túl pozitív fényben festi le Canterburyi Szent Tamás szerepét. Buckingham közbenjárására mégis sikerül valamilyen szerény hivatalt elnyernie I. Jakab udvaránál. 1617-ben javaslatot nyújtott be a királynak egy királyi irodalmi akadémia létrehozására, mely a Térdszalagrend mellett működött volna, és a windsori kastélyt egyfajta angol Olympusszá tette volna. A király azonban a terv megvalósítása előtt meghalt. I. Károly uralkodása alatt a sorsa rosszra fordult. Utolsó éveit jobbára a fleeti és a Marshalsea-i adósok börtönében töltötte.
Költőként részt vett az England's Helicon írásában és több latin költeménye is fennmaradt. Fő művei azonban a The elements of Armories című különös heraldikai dialógus, melyet 1610-ben névtelenül adott ki Londonban, valamint a Nero Casar, or Monarchie Deraved című történeti mű, mely részben a Brit-szigetek legkorábbi, római történeti korszakával foglalkozik. Lefordította Florus művét Histories címmel, melyet Philanactophil, azaz a király barátjának barátja néven adott ki. Hypercritica című irodalomkritikai műve jóval halála után jelent meg.

## Művei
- Tricorones, sive soles gemini in Britannia, 1607
- The elements of armories, 1610
- Hypercritica, or a rule of judgment for writing or reading our history's, 1618?
- The Roman histories of Lucius Florus [ford.], 1619
- Nero Caesar, or monarchie depraved, 1624
- The cities advocate,1629
- Hypercritica: or a rule of judgement for writing or reading our history's, 1722

## Művei a British Library katalógusában
- Edm: Bolton his Elements of Armories. Printed by George Eld: London, 1610
- B., E.: The Elements of Armories. [The dedication signed: E. B., i.e. Edmund Bolton.] George Eld: London, 1610
- BOLTON, Edmund: The elements of armories … [Signed: E. B.] 1610. Amsterdam: Theatrum Orbis Terrarum; New York: Da Capo Press, 1971
- The Cities Advocate in this Case or Question of Honor and Armes; whether Apprentiship extinguisheth Gentry, etc. [By Edmund Bolton.] For w. Lee: London, 1629
- BOLTON, Edmund: The cities aduocate, etc. Amsterdam: Theatrum Orbis Terrarum; Norwood, N.J.: Walter J. Johnson, 1975. A facsimile of the edition printed for William Lee, London, 1629. Made from a copy in the Bodleian Library
- Bolton, Edmund: The Cities great Concern, in this case or question of Honour and Arms, whether Apprentiship extinguisheth Gentry?, etc. pp. 97. Printed by William Godbid: London, 1674
- FLORUS, Publius Annius: [The Roman Histories of Lucius Iulius Florus, etc. (Translated by E. M. B. [i.e. Edmund M. Bolton.])] The History of the Romans … Done into English [by E. Bolton]; corrected, amended, and with annotations illustrated by M. Causabon. London, 1658